# قازار قازاریان
قازار واغیناکی قازاریان (ارمنی: Ղազար Վաղինակի Ղազարյան؛  ۲۹ دسامبر ۱۹۴۹) یک نقاش اهل ارمنستان است. وی از سال میلادی تاکنون مشغول فعالیت بوده است.

## زندگی‌نامه
وی در ۲۹ دسامبر ۱۹۴۹ در دیلیجان به دنیا آمد و از کالج دولتی هنرهای زیبای پانوس ترلمزیان و انستیتو دولتی هنری و نمایشی ایروان فارغ‌التحصیل شد. وی عضو اتحادیه نقاشان ارمنستان  است. وی همچنین برندهٔ جوایزی همچون چهره فرهنگی شایسته جمهوری ارمنستان شده است. 